# Íris Pereira de Souza
Íris Pereira de Souza, ou simplesmente Íris (Itapetinga, 12 de fevereiro de 1942) é um ex-futebolista brasileiro que atuava como meia.

## Carreira
Íris chegou ao Rio de Janeiro em 11 de maio de 1962, para fazer testes no juvenil do Fluminense. No ano seguinte, foi vice-campeão carioca da categoria, em seguida promovido aos aspirantes do clube e lançado no time de cima.
Entre 1964 e 1965, passou pelo Corinthians, onde disputou e conquistou o Paulista de Aspirantes de 1964 e, no ano seguinte, foi promovido ao profissional, mas não teve muito espaço e disputou apenas três partidas.
Jogou também por Bangu e Santos. Jogou também em vários clubes da Liga Norte-Americana de Futebol.
Pela Seleção Brasileira, foi medalha de ouro dos Jogos Pan-Americanos de 1963 e participou dos Jogos Olímpicos de 1964. Ao todo, fez 9 jogos oficiais pela Seleção, entre 1963 e 1964.

## Títulos
Fluminense
- Campeonato Carioca: 1964[1]

LA Aztecs
- Liga Norte-Americana: 1974

Seleção Brasileira
- Medalha de ouro no Pan-Americano: 1963[1][4]